# Daniele Cappellari
Daniele Cappellari (Cittadella, 9 augustus 1976) is een Italiaans autocoureur.

## Carrière
Cappellari begon zijn autosportcarrière in 2000 in de Italiaanse Formule Crono en won dit kampioenschap vier keer. In 2007 maakte hij de overstap naar het Italiaanse kampioenschap voor historische auto's en won het kampioenschap van 2007-2012, met uitzondering van 2010, toen hij tweede werd. In 2014 ging hij rijden in de Coppa Italia en won de eerste divisie van dat seizoen. In 2015 stapte hij over naar de tweede divisie van deze klasse, waarin hij als tweede eindigde.
In 2016 maakte Cappellari zijn debuut in de TCR Italian Series voor zijn eigen team CRC - Team Bassano. Hij eindigde het seizoen op de vierde plaats met 96 punten en behaalde  podiumplaatsen bij de races op het Autodromo Vallelunga en op het Autodromo Nazionale Monza.
In 2017 bleef Cappellari tijden in de TCR Italian Series. Daarnaast maakte hij dat jaar zijn debuut in de TCR International Series voor zijn eigen team CRC in een Seat León TCR tijdens zijn thuisrace op Monza. Hij eindigde beide races op de vijftiende plaats.